# 秋保親兼
秋保 親兼（あきほ ちかかね、1856年（安政3年）5月13日 - 1915年（大正4年）5月29日）は出羽国田川郡鶴岡（現・山形県鶴岡市）出身の政治家、衆議院議員（2期）、済急社監査役、庄内煙草社長である。

## 略歴
1856年（安政3年）5月13日、庄内藩士・伴弥平の3男として生まれる。その後、庄内藩校致道館で学ぶ。
1872年（明治5年）、松ヶ岡開墾に参加。1880年（明治13年）、済急社（現・荘内銀行）の設立に関わる。
1889年（明治22年）、鶴岡町会議員就任。西田川郡会議員、山形県会議員に就任。1894年（明治27年）9月1日、第4回衆議院議員総選挙（旧山形3区・立憲革新党公認・2119票獲得）初当選。1898年（明治31年）8月10日、第6回衆議院議員総選挙（旧山形3区・憲政本党公認・3276票獲得）2期目当選。
1902年（明治35年）8月10日、任期満了で議員辞職。後に庄内煙草を設立し社長就任。
1915年（大正4年）5月29日に死去。東京都台東区の谷中霊園に墓がある。